# Джут (волокно)

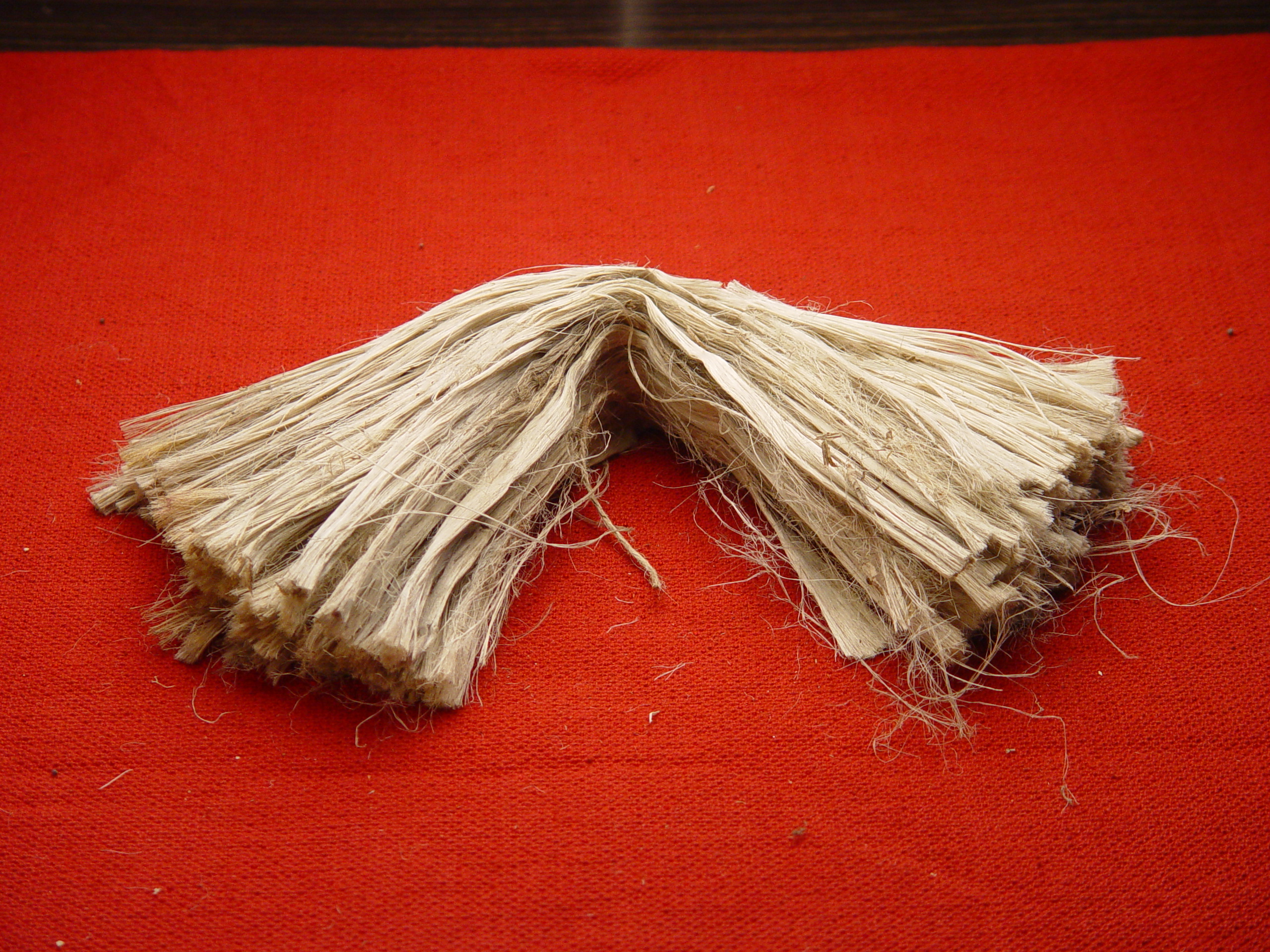
Джутовые волокна

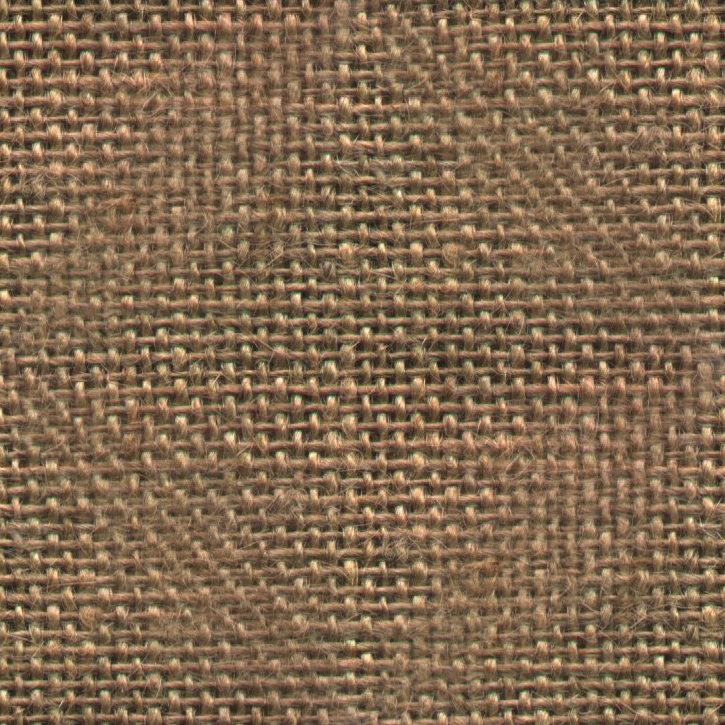
Джутовая ткань

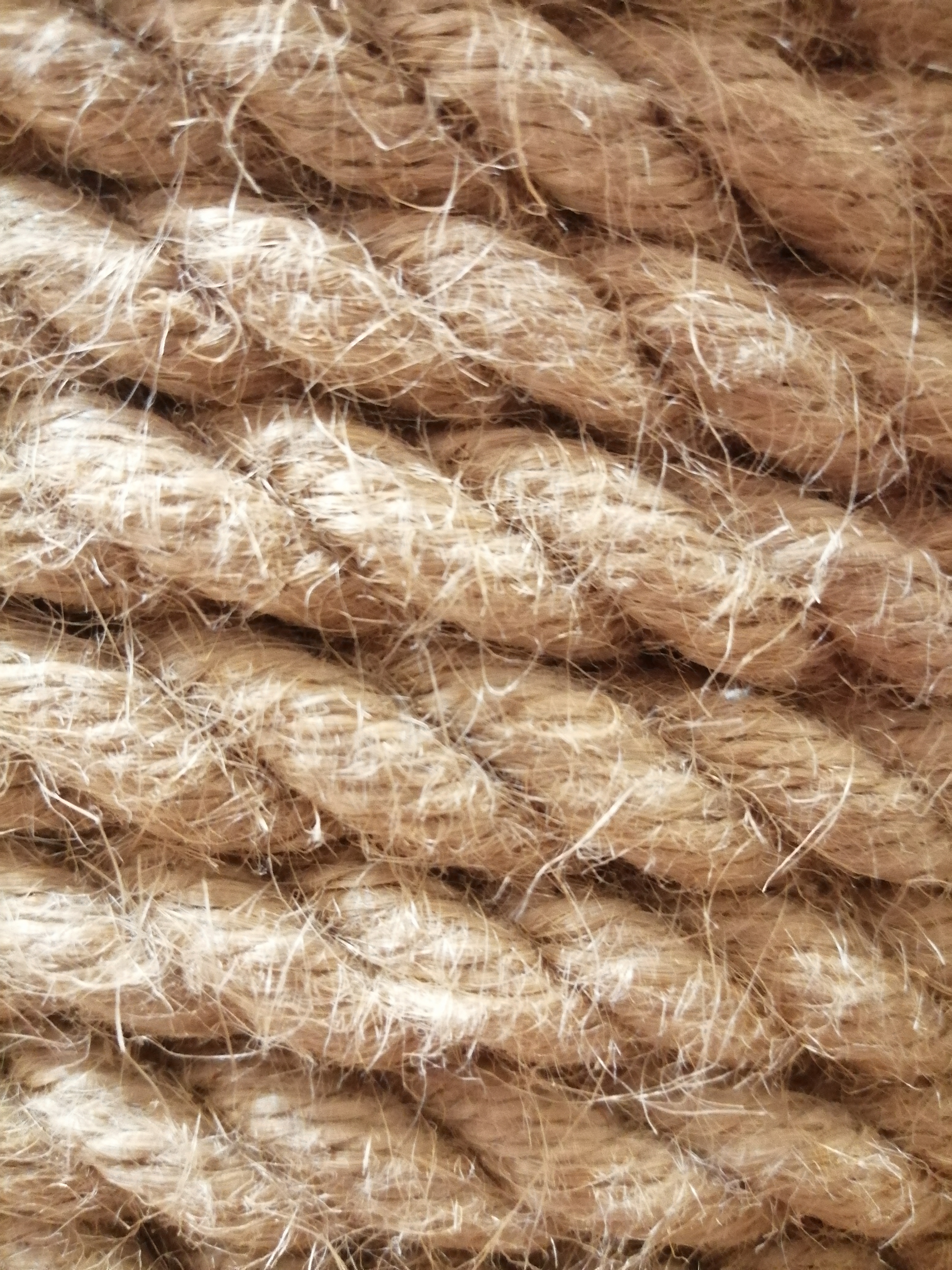
Джутовая веревка

Кодовый символ, указывающий, что джут может быть вторично переработан

Джут — натуральное текстильное волокно, изготавливаемое из растений одноимённого рода. 
Из этих волокон производят преимущественно мешки, канаты, ковры, мебельные материи и прочее. Джут применяется в смеси с абельмошевым волокном для грубых тканей, например, мешочной.

## Производство
| Крупнейшие производители (2018) | Крупнейшие производители (2018) | Крупнейшие производители (2018) |
| Страна                          | Производство (тонн)             |                                 |
| ------------------------------- | ------------------------------- | ------------------------------- |
| Индия                           | 1 951 864                       |                                 |
| Бангладеш                       | 1 613 762                       |                                 |
| Китай                           | 30 497                          |                                 |
| Узбекистан                      | 15 939                          |                                 |
| Непал                           | 11 159                          |                                 |
| Южный Судан                     | 3500                            |                                 |
| Зимбабве                        | 2697                            |                                 |
| Египет                          | 2172                            |                                 |
| Вьетнам                         | 532                             |                                 |
| Бутан                           | 341                             |                                 |
| Весь мир                        | 3 633 550                       |                                 |

Мировое производство составляет более 3 млн тонн при общей площади выращивания 1,3 млн гектаров.

## Использование
В последние годы[когда?] джутовая упаковка получает популярность в пищевой промышленности и розничной торговле как более экологичная альтернатива полиэтиленовым пакетам.